# Ptychodactinidae
Ptychodactinidae is een familie van zeeanemonen uit de klasse van de Anthozoa (bloemdieren).

## Geslacht
- Ptychodactis Appellöf, 1893